# Volley Bergamo 2005-2006
Questa voce raccoglie le informazioni riguardanti il Volley Bergamo nelle competizioni ufficiali della stagione 2005-2006.

## Stagione
La stagione 2005-06 è per il Volley Bergamo, sponsorizzata da Radio 105 e Foppapedretti, la dodicesima consecutiva in Serie A1; sulla panchina, al posto di Giovanni Caprara, viene chiamato Marco Fenoglio, mentre la rosa rimane praticamente simile rispetto alla stagione precedente, con l'arrivo delle palleggiatrici Katarzyna Gujska e Eleonora Lo Bianco, al posto di Katja Luraschi e Iryna Žukova, e della schiacciatrice Riikka Lehtonen, chiamata a sostituire Ljubov' Sokolova.
La stagione si apre con la Supercoppa italiana: dopo aver superato agevolmente in semifinale il Chieri Volley per 3-0, il Volley Bergamo viene sconfitto in finale dall'Asystel Volley per 3-2.
Il campionato si apre con sette successi consecutivi: il primo stop arriva all'ottava giornata in casa della Pallavolo Sirio Perugia, seguito nella giornata successiva da una nuova sconfitta contro il Robursport Volley Pesaro; il girone di andata si conclude con la vittoria sul Vicenza Volley e il terzo posto in classificata generale. Il girone di ritorno è caratterizzato esclusivamente da successi, eccetto una sola sconfitta, sempre contro la squadra di Pesaro: il Volley Bergamo chiude la regular season al secondo posto in classifica. Nei quarti di finale dei play-off scudetto la sfida è contro il Vicenza Volley, che viene superato in due gare, mentre in semifinale viene battuto in tre gare l'Asystel Volley; divide la squadra orobica dal settimo scudetto la serie finale contro il Giannino Pieralisi Volley, che viene battuto in tre gare.
Alla Coppa Italia 2005-06 partecipano tutte le squadre che disputano la Serie A1 2005-06: grazie ai risultati ottenuti nella stagione precedente il Volley Bergamo parte direttamente dai quarti di finale, dove supera vincendo sia la gara d'andata sia quella di ritorno il Chieri Volley; in semifinale vince al tie-break contro la formazione di Pesaro, mentre in finale vince 3-1 contro il Giannino Pieralisi Volley, conquistando il quarto successo nella competizione.
Il primo posto in regular season e il raggiungimento della finale scudetto nella stagione 2004-05, ha permesso al Volley Bergamo di partecipare alla Champions League 2005-06: la fase a gironi è un susseguirsi di vittorie, eccetto una sconfitta contro il Racing Club de Cannes. Superati anche i play-off a 6, dove la squadra batte sia nella gara d'andata sia in quella di ritorno l'Azərreyl Voleybol Klubu, accede alla Final Four di Cannes; nelle semifinali viene sconfitta dalle padrone di casa del Racing Club de Cannes, mentre riesce a vincere la finale per il terzo posto contro il VakıfBank Spor Kulübü.

## Organigramma societario
Area direttiva
- Presidente: Luciano Bonetti

Area tecnica
- Allenatore: Marco Fenoglio
- Allenatore in seconda: Stefano Micoli

Area sanitaria
- Medico: Marcello Caso, Fabrizio Centonze, Sergio Veneziani
- Preparatore atletico: Roberto Besin
- Fisioterapista: Giuseppe Ferrenti
- Massaggiatore: Celeste Mora

## Rosa
| N° | Nome                | Ruolo | Data di nascita  | Nazionalità sportiva |
| -- | ------------------- | ----- | ---------------- | -------------------- |
| 1  | Serena Ortolani     | S     | 7 gennaio 1987   | Italia               |
| 2  | Angelina Grün       | S/O   | 2 dicembre 1979  | Germania             |
| 3  | Paola Croce         | L     | 6 marzo 1978     | Italia               |
| 5  | Katarzyna Gujska    | P     | 15 febbraio 1975 | Polonia              |
| 6  | Jenny Barazza       | C     | 24 luglio 1981   | Italia               |
| 8  | Manuela Secolo      | S     | 22 febbraio 1977 | Italia               |
| 9  | Riikka Lehtonen     | S     | 24 luglio 1979   | Finlandia            |
| 10 | Paola Paggi         | C     | 6 dicembre 1976  | Italia               |
| 12 | Francesca Piccinini | S     | 10 gennaio 1979  | Italia               |
| 14 | Eleonora Lo Bianco  | P     | 22 dicembre 1979 | Italia               |
| 18 | Maja Poljak         | C     | 2 maggio 1983    | Croazia              |

## Mercato
| Acquisti | Acquisti           | Acquisti           | Acquisti   |
| R.       | Nome               | da                 | Modalità   |
| -------- | ------------------ | ------------------ | ---------- |
| P        | Katarzyna Gujska   | Sirio Perugia      | definitivo |
| S        | Riikka Lehtonen    | Vicenza            | definitivo |
| P        | Eleonora Lo Bianco | Giannino Pieralisi | definitivo |

| Cessioni | Cessioni         | Cessioni           | Cessioni   |
| R.       | Nome             | a                  | Modalità   |
| -------- | ---------------- | ------------------ | ---------- |
| P        | Katja Luraschi   | Busto Arsizio      | definitivo |
| S        | Iskra Mijalić    | Esperia            | definitivo |
| S        | Ljubov' Sokolova | Giannino Pieralisi | definitivo |
| P        | Iryna Žukova     | -                  | ritirata   |

## Risultati

### Serie A1

#### Girone di andata
| 1ª giornata - 9 ottobre 2005 PalaNorda, Bergamo                   | Bergamo           | 3 - 0 | Club Padova        | 25-17, 25-20, 25-18               |
| 2ª giornata - 12 ottobre 2005 PalaCasoria, Casoria                | Arzano            | 1 - 3 | Bergamo            | 26-24, 19-25, 22-25, 23-25        |
| 3ª giornata - 15 ottobre 2005 PalaITC, Tortolì                    | Airone            | 1 - 3 | Bergamo            | 15-25, 25-23, 19-25, 17-25        |
| 4ª giornata - 30 ottobre 2005 PalaNorda, Bergamo                  | Bergamo           | 3 - 0 | Forlì              | 25-22, 25-17, 25-18               |
| 5ª giornata - 6 novembre 2005 PalaDalLago, Novara                 | Asystel           | 2 - 3 | Bergamo            | 22-25, 23-25, 25-21, 32-30, 11-15 |
| 6ª giornata - 27 novembre 2005 PalaNorda, Bergamo                 | Bergamo           | 3 - 1 | Santeramo          | 25-13, 25-16, 21-25, 25-11        |
| 7ª giornata - 4 dicembre 2005 PalaNorda, Bergamo                  | Bergamo           | 3 - 1 | Giannino Pieralisi | 25-21, 23-25, 25-16, 25-20        |
| 8ª giornata - 11 dicembre 2005 PalaEvangelisti, Perugia           | Sirio Perugia     | 3 - 0 | Bergamo            | 25-17, 25-23, 25-22               |
| 9ª giornata - 18 dicembre 2005 PalaNorda, Bergamo                 | Bergamo           | 3 - 0 | Chieri             | 25-21, 25-18, 25-23               |
| 10ª giornata - 8 gennaio 2006 PalaDionigi, Sant'Angelo in Lizzola | Robursport Pesaro | 3 - 1 | Bergamo            | 25-22, 25-23, 22-25, 25-19        |
| 11ª giornata - 14 gennaio 2006 PalaNorda, Bergamo                 | Bergamo           | 3 - 1 | Vicenza            | 22-25, 25-17, 26-24, 25-20        |

#### Girone di ritorno
| 12ª giornata - 21 gennaio 2006 PalaArcella, Padova               | Club Padova        | 0 - 3 | Bergamo           | 22-25, 20-25, 17-25               |
| 13ª giornata - 25 gennaio 2006 PalaNorda, Bergamo                | Bergamo            | 3 - 0 | Arzano            | 25-18, 25-21, 25-20               |
| 14ª giornata - 29 gennaio 2006 PalaNorda, Bergamo                | Bergamo            | 3 - 0 | Airone            | 25-18, 29-27, 25-19               |
| 15ª giornata - 5 febbraio 2006 PalaGalassi, Forlì                | Forlì              | 1 - 3 | Bergamo           | 19-25, 25-19, 22-25, 16-25        |
| 16ª giornata - 19 febbraio 2006 PalaNorda, Bergamo               | Bergamo            | 3 - 2 | Asystel           | 26-24, 27-25, 23-25, 19-25, 15-13 |
| 17ª giornata - 26 febbraio 2006 PalaCooper, Santeramo in Colle   | Santeramo          | 2 - 3 | Bergamo           | 19-25, 25-17, 10-25, 27-25, 11-15 |
| 18ª giornata - 5 marzo 2006 PalaTriccoli, Jesi                   | Giannino Pieralisi | 2 - 3 | Bergamo           | 25-22, 21-25, 25-22, 22-25, 11-15 |
| 19ª giornata - 12 marzo 2006 PalaNorda, Bergamo                  | Bergamo            | 3 - 0 | Sirio Perugia     | 25-23, 25-16, 25-23               |
| 20ª giornata - 15 marzo 2006 PalaMaddalene, Chieri               | Chieri             | 2 - 3 | Bergamo           | 16-25, 14-25, 25-20, 25-21, 11-15 |
| 21ª giornata - 26 marzo 2006 PalaNorda, Bergamo                  | Bergamo            | 1 - 3 | Robursport Pesaro | 23-25, 26-28, 25-22, 17-25        |
| 22ª giornata - 2 aprile 2006 Palasport Città di Vicenza, Vicenza | Vicenza            | 0 - 3 | Bergamo           | 15-25, 25-27, 18-25               |

#### Play-off scudetto
| Quarti di finale (gara 1) - 5 aprile 2006 PalaNorda, Bergamo                  | Bergamo            | 3 - 0 | Vicenza            | 25-20, 25-23, 25-18        |
| Quarti di finale (gara 2) - 9 aprile 2006 Palasport Città di Vicenza, Vicenza | Vicenza            | 1 - 3 | Bergamo            | 25-20, 21-25, 21-25, 22-25 |
| Semifinali (gara 1) - 15 aprile 2006 PalaNorda, Bergamo                       | Bergamo            | 3 - 0 | Asystel            | 25-20, 25-12, 25-21        |
| Semifinali (gara 2) - 19 aprile 2006 PalaDalLago, Novara                      | Asystel            | 0 - 3 | Bergamo            | 21-25, 21-25, 21-25        |
| Semifinali (gara 3) - 22 aprile 2006 PalaNorda, Bergamo                       | Bergamo            | 3 - 0 | Asystel            | 25-20, 25-20, 25-23        |
| Finale (gara 1) - 3 maggio 2006 PalaNorda, Bergamo                            | Bergamo            | 3 - 1 | Giannino Pieralisi | 16-25, 25-21, 25-22, 25-15 |
| Finale (gara 2) - 7 maggio 2006 PalaTriccoli, Jesi                            | Giannino Pieralisi | 1 - 3 | Bergamo            | 25-19, 16-25, 26-28, 21-25 |
| Finale (gara 3) - 10 maggio 2006 PalaNorda, Bergamo                           | Bergamo            | 3 - 0 | Giannino Pieralisi | 25-17, 25-19, 25-22        |

### Coppa Italia

#### Fase a eliminazione diretta
| Quarti di finale (andata) - 1º febbraio 2006 PalaNorda, Bergamo    | Bergamo            | 3 - 1 | Chieri  | 25-21, 25-9, 18-25, 25-18         |
| Quarti di finale (ritorno) - 8 febbraio 2006 PalaMaddalene, Chieri | Chieri             | 2 - 3 | Bergamo | 21-25, 21-25, 25-17, 25-19, 12-15 |
| Semifinali - 11 febbraio 2006 PalaEvangelisti, Perugia             | Robursport Pesaro  | 2 - 3 | Bergamo | 25-22, 20-25, 19-25, 25-16, 11-15 |
| Finale - 12 febbraio 2006 PalaEvangelisti, Perugia                 | Giannino Pieralisi | 1 - 3 | Bergamo | 22-25, 15-25, 25-23, 14-25        |

### Supercoppa italiana

#### Fase a eliminazione diretta
| Semifinali - 22 ottobre 2005 PalaRuffini, Torino | Bergamo | 3 - 0 | Chieri  | 25-21, 25-23, 25-15              |
| Finale - 23 ottobre 2005 PalaRuffini, Torino     | Bergamo | 2 - 3 | Asystel | 25-27, 24-26, 25-20, 25-23, 6-15 |

### Champions League

#### Fase a gironi
| 1ª giornata - 18 ottobre 2005 Metallurg-Forum, Ekaterinburg               | Uraločka   | 0 - 3 | Bergamo    | 21-25, 16-25, 19-25              |
| 2ª giornata - 26 ottobre 2005 PalaNorda, Bergamo                          | Bergamo    | 3 - 1 | Eczacıbaşı | 25-20, 23-25, 25-16, 25-19       |
| 3ª giornata - 3 novembre 2005 Palais des Victoires, Cannes                | RC Cannes  | 2 - 3 | Bergamo    | 25-20, 19-25, 25-21, 24-26, 8-15 |
| 4ª giornata - 1º dicembre 2005 Pavilhão Romão do Coronado, Trofa          | Trofa      | 0 - 3 | Bergamo    | 16-25, 14-25, 19-25              |
| 5ª giornata - 6 dicembre 2005 PalaNorda, Bergamo                          | Bergamo    | 3 - 2 | Las Palmas | 25-23, 26-28, 23-25, 25-13, 15-8 |
| 6ª giornata - 14 dicembre 2005 Centro Insular, Las Palmas de Gran Canaria | Las Palmas | 1 - 3 | Bergamo    | 25-16, 17-25, 18-25, 20-25       |
| 7ª giornata - 20 dicembre 2005 PalaNorda, Bergamo                         | Bergamo    | 3 - 0 | Trofa      | 25-15, 25-16, 25-13              |
| 8ª giornata - 4 dicembre 2006 PalaNorda, Bergamo                          | Bergamo    | 1 - 3 | RC Cannes  | 25-15, 21-25, 17-25, 16-25       |
| 9ª giornata - 11 dicembre 2006 Eczacıbaşı Spor Salonu, Istanbul           | Eczacıbaşı | 1 - 3 | Bergamo    | 21-25, 21-25, 25-22, 20-25       |
| 10ª giornata - 17 dicembre 2006 PalaNorda, Bergamo                        | Bergamo    | 3 - 0 | Uraločka   | 25-17, 26-24, 25-17              |

#### Fase a eliminazione diretta
| Play-off a 6 (andata) - 15 febbraio 2006 PalaNorda, Bergamo         | Bergamo   | 3 - 1 | Azərreyl  | 21-25, 25-15, 25-13, 25-18       |
| Play-off a 6 (ritorno) - 23 febbraio 2006 Sports Games Palace, Baku | Azərreyl  | 2 - 3 | Bergamo   | 29-27, 25-22, 11-25, 22-25, 6-15 |
| Semifinali - 18 marzo 2006 Palais des Victoires, Cannes             | RC Cannes | 3 - 1 | Bergamo   | 25-16, 25-20, 13-25, 25-23       |
| Finale 3º posto - 19 marzo 2006 Palais des Victoires, Cannes        | Bergamo   | 3 - 0 | VakıfBank | 25-19, 26-24, 25-20              |

## Statistiche

### Statistiche di squadra
| Competizione        | Punti | In casa | In casa | In casa | In trasferta | In trasferta | In trasferta | Totale | Totale | Totale |
| Competizione        | Punti | G       | V       | P       | G            | V            | P            | G      | V      | P      |
| ------------------- | ----- | ------- | ------- | ------- | ------------ | ------------ | ------------ | ------ | ------ | ------ |
| Serie A1            | 52    | 16      | 15      | 1       | 14           | 12           | 2            | 30     | 27     | 3      |
| Coppa Italia        | -     | 1       | 1       | 0       | 1            | 1            | 0            | 4      | 4      | 0      |
| Supercoppa italiana | -     | -       | -       | -       | -            | -            | -            | 2      | 1      | 1      |
| Champions League    | 19    | 6       | 5       | 1       | 6            | 6            | 0            | 14     | 13     | 1      |
| Totale              | -     | 23      | 21      | 2       | 21           | 19           | 2            | 50     | 45     | 5      |

G = partite giocate; V = partite vinte; P = partite perse

### Statistiche dei giocatori
| J. Barazza   | 24 | 105 | 82  | 20 | 3  | 3 | 9  | 4  | 5  | 0 | 0 | 0  | 0  | 0 | 0 | Statistiche assenti | Statistiche assenti |
| P. Croce     | 28 | -   | -   | -  | -  | 4 | -  | -  | -  | - | 2 | -  | -  | - | - | Statistiche assenti | Statistiche assenti |
| A. Grün      | 27 | 412 | 342 | 47 | 23 | 4 | 71 | 63 | 5  | 3 | 0 | 0  | 0  | 0 | 0 | Statistiche assenti | Statistiche assenti |
| K. Gujska    | 5  | 3   | 3   | 0  | 0  | 1 | 1  | 1  | 0  | 0 | 0 | 0  | 0  | 0 | 0 | Statistiche assenti | Statistiche assenti |
| R. Lehtonen  | 24 | 186 | 152 | 21 | 13 | 4 | 59 | 43 | 10 | 6 | 0 | 0  | 0  | 0 | 0 | Statistiche assenti | Statistiche assenti |
| E. Lo Bianco | 30 | 74  | 30  | 35 | 9  | 4 | 13 | 5  | 6  | 2 | 2 | 3  | 1  | 1 | 1 | Statistiche assenti | Statistiche assenti |
| S. Ortolani  | 28 | 192 | 165 | 18 | 9  | 3 | 23 | 18 | 5  | 0 | 2 | 21 | 20 | 1 | 0 | Statistiche assenti | Statistiche assenti |
| P. Paggi     | 26 | 256 | 167 | 87 | 2  | 4 | 40 | 31 | 7  | 2 | 2 | 18 | 9  | 9 | 0 | Statistiche assenti | Statistiche assenti |
| F. Piccinini | 30 | 429 | 374 | 43 | 12 | 4 | 57 | 48 | 7  | 2 | 2 | 35 | 32 | 2 | 1 | Statistiche assenti | Statistiche assenti |
| M. Poljak    | 30 | 251 | 176 | 64 | 11 | 4 | 41 | 29 | 10 | 2 | 2 | 27 | 21 | 5 | 1 | Statistiche assenti | Statistiche assenti |
| M. Secolo    | 20 | 109 | 83  | 22 | 4  | 0 | 0  | 0  | 0  | 0 | 2 | 29 | 23 | 5 | 1 | Statistiche assenti | Statistiche assenti |

P = presenze; PT = punti totali; AV = attacchi vincenti; MV = muri vincenti; BV = battute vincenti